# Anastassija Pidpalowa
Anastassija Walerijiwna Pidpalowa (ukrainisch Анастасія Валеріївна Підпалова; * 5. Januar 1982 in Cherson; geborene Anastassija Borodina) ist eine ehemalige ukrainische Handballspielerin, die dem Kader der ukrainischen Nationalmannschaft angehörte.

## Karriere
Anastassija Pidpalowa stand bis zum September 2002 beim ukrainischen Erstligisten HK Dneprjanka Cherson unter Vertrag und schloss sich daraufhin dem Ligarivalen HK Motor Saporischschja an. Mit Motor Saporischschja gewann sie in den Jahren 2004 bis 2008 insgesamt fünf Mal die Meisterschaft. Im Februar 2009 wechselte Pidpalowa zum rumänischen Verein CS Oltchim Râmnicu Vâlcea, mit dem sie 2009, 2010 sowie 2011 den Meistertitel gewann. 2011 nahm sie der russischen Klub GK Dynamo Wolgograd unter Vertrag, mit dem sie 2012 ebenfalls die nationale Meisterschaft errang. Während der Saison 2012/13 schloss sich Pidpalowa Metz Handball an, mit dem sie in derselben Spielzeit die Meisterschaft und den französischen Pokal gewann sowie im Finale des EHF-Pokals stand. 2014 verließ sie Metz und schloss sich dem Ligarivalen Cercle Dijon Bourgogne an. Im Sommer 2016 schloss sie sich Le Havre AC Handball an. Nachdem Pidpalowa nach der Saison 2016/17 kein Vertragsangebot bekommen hatte, beendete sie ihre Karriere.
Pidpalowa bestritt 63 Länderspiele für die ukrainische Auswahl, für die sie 220 Treffer erzielte. Ihr größter Erfolg auf Länderspielebene war der Gewinn der Bronzemedaille bei den Olympischen Spielen 2004 in Athen. Pidpalowa nahm mit der ukrainischen Beachhandballnationalmannschaft an der Beachhandball-Europameisterschaft 2007 teil. Das Turnier schloss die Ukraine auf dem achten Platz ab.